# 이형석 (1909년)
이형석(李炯錫, 1909년 ~ 1991년)은 대한민국의 군인이다.

## 생애

### 젊은 시절
1909년 평안북도 선천군에서 출생하였고 황해도 수안군, 충청북도 단양군에서 유년기를 보냈으며 평안북도 신의주고등보통학교를 졸업하였다. 재학 당시 4학년 때 본 영화에서 미국 육군사관학교인 웨스트포인트 사관생도들의 생활에 매력을 느껴 일본 육군사관학교를 지망하게 된다. 그 후 평양 주재 제77연대에서 치러진 일본 육사 선발에 합격하였는데, 이는 일반 공모에 의한 최초의 육사 합격자였다.

### 학력
- 평안북도 신의주고등보통학교 졸업
- 일본 육군사관학교 45기(1933년)
- 대한민국 육군사관학교 특7기(1948년)
- 대한민국 육군호국사관학교 특1기(1949년)
- 대한민국 국방부 보병학교(1949년)
- 대한민국 국방부 호국군행정학교(1949년)
- 대한민국 국방부 헌병학교(1949년)
- 대한민국 호국군사관학교 특1기(1950년)
- 대한민국 육군정훈학교(1950년)
- 대한민국 육군헌병학교(1950년)
- 대한민국 육군종합학교 특1기(1950년)
- 대한민국 육군보병학교(1950년)
- 대한민국 육군행정학교(1951년)
- 대한민국 육군경리학교(1951년)
- 대한민국 육군포병학교(1951년)
- 대한민국 육군대학(1956년)
- 대한민국 국방대학교 행정학사 3기(1958년)
- 서울대학교 대학원 사학과 인문과학 석사(1962년)

### 군 생활을 포함한 경찰 및 헌병 복무
1929년 일본 육군사관학교에 입학. 동기생 중 고종의 손자 이우(李鍝)와 예과 2년을 함께 보냈다. 1933년 보병 졸업 (제 45기), 보병 제1연대 배속. 1935년 제8독립보병 대대의 중위임관. 1938년 국경 수비 제 7 중대장 대위임관. 1942년 제8 혼성 여단 참모 소령. 1945년 중령임관. 제25군이 주둔한 수마트라 섬의 철도부대에 소속돼 있던 중 해방을 맞는다. 그 후 이형석은 수마트라 섬을 떠나 동포들이 집결한 싱가포르로 이동. 싱가포르에서 동포들과 합류한 뒤 일본선원들이 운항한 3천t급 LST로 대만을 거쳐 인천항에 입항하여 한국으로 돌아온다.

귀국 후 1947년 1월, 경찰에 들어가 1947년 1월에 미군정청 경찰경무국 감찰처 예하 감찰보, 1947년 2월, 미군정청 운수관구방위참모처 부속 경찰학교 교장.
1948년 1월 미군정청 예하 제주도 제주경찰청 부장. 같은 해 12월 대한민국 육군에 입대하여 육군 대령 임관 (군번 12312 번).
1949년 3월 육군본부 호국군작전교육국 국장(대령). 1949년 4월 육군본부 호국군사령부 참모장(대령). 1949년 5월 25일, 육군 제16연대장(대령). 같은 해 10월 27일 육군 제7사단 참모장(대령).
1950년 3월 육군 경남지역 청년지방방위계엄사령부 사령관(대령). 같은 해 5월 육군보병학교 교무관(대령).
한국 전쟁이 발발한지 1950년 7월에 육군 제5사단장(대령)으로 호남 지방 작전 중 전라남도 방어전에 참가. 같은 해 1950년 9월 육군종합학교 전술과 과장(대령).
1952년 2월 육군 제2군단 참모장(대령). 같은 해 4월 초순 육군 제8사단장(대령)에 보임되었고, 육군 제8사단장(대령 → 준장) 보임 11일만에 준장 진급 임관.
1953년 6월 18일, 육군 제27사단장 전임(준장).
1954년 8월 초순, 육군 제27사단장(준장 → 소장) 직위 재임 시절 준장에서 소장 진급 임관. 소장 진급 6일만에 연합참모본부 제1국 국장(육군 소장) 직위 전임.
1956년 6월 육군대학 졸업 후 연합참모본부 제1국 국장에서 국방부 정훈국 국장(육군 소장)으로 직위 전보.
1956년 1월, 김창룡 암살사건 조사원.
1958년 3월 육군 제3관구사령부 사령관(소장).
1959년 4월 육군 소장 예편.

### 예편 이후
예비역 편입 후에는 대한석탄공사 고문, 대한민국 재향군인회 부회장, 인천중공업 부사장, 대한청년스카우트협회 부회장, 대한민국 국방부 전쟁사 편찬위원회 위원장을 지냈다.
서울대 대학원 사학과에서 취미로 임란관계 문헌을 뽑아내다가 후학 양성 관련 등을 위해 이를 번역중, 한우근교수의 충고로 당시의 정치 경제 사회를 연구하고 64년부터 집필을 시작했다.

### 사망
1985년에 만성 당뇨병이 발병하여 와병하다가 6년 후 1991년에 향년 83세로 별세하였다.

## 저서
- 한국전쟁사 제1권 - 북괴남침과 서전기 1977
- 한국전쟁사 제2권 - 지역작전기 1979
- 한국전쟁사 제3권 - 낙동강 방어작전기 1970
- 한국전쟁사 제4권 - 총반격작전기 1971
- 한국전쟁사 제5권 - 중공군 침략과 재반격 작전기 1972
- 한국전쟁사 제6권 - 제한전선의 격동기 1973
- 한국전쟁사 제7권 - 대진 초기 1974
- 한국전쟁사 제8권 - 대진 중기 1975
- 한국전쟁사 제9권 - 대진 말기 1976
- 한국전쟁사 제10권 - 유엔군 참전편 1979
- 한국전쟁사 제11권 - 유엔군 참전편 1980